# Tryggevælde Amt
Tryggevælde Amt blev oprettet i 1662 af det tidligere Tryggevælde Len. Det omfattede herrederne:
- Bjæverskov
- Fakse
- Stevns

Amtet blev i 1750 sammenlagt med Vordingborg Amt, og i 1803 indgik det i Præstø Amt.

## Amtmænd
- 1671 – 1695: Otto Krabbe
- 1709 – 1717: Otto Krabbe (igen)
- 1717 – 1721: Frederik Christian von Adeler
- 1730 – 1740: Engelke von Bülow
- 1776 – 1803: Johan Rudolf Bielke